# Клермон Пугијес
Клермон Пугијес (фр. Clermont-Pouyguillès) је насељено место у Француској у региону Миди Пирене, у департману Жерс.
По подацима из 2011. године у општини је живело 162 становника, а густина насељености је износила 12,75 становника/km².

## Демографија
| 1962. | 1968. | 1975. | 1982. | 1990. | 2011. |
| ----- | ----- | ----- | ----- | ----- | ----- |
| 183   | 165   | 144   | 153   | 158   | 162   |